# GAZ-A
La GAZ-A è un'autovettura prodotta dalla casa automobilistica russa GAZ dal 1932 al 1936, basata sulla berlina americana Ford Model A (con quest'ultima che terminò la produzione nel 1932).

## Il contesto
Fu la prima auto prodotta in Unione Sovietica, tuttavia, altri marchi come NAMI e Russo-Balt producevano veicoli in Russia. Il veicolo era disponibile solo per ufficiali militari di alto rango, gruppi statali, militari, funzionari, membri del partito e altre persone ricche. Il veicolo è stato sostituito dal più moderno GAZ-M1.
Il veicolo è stato prodotto anche come pick-up, semicingolato ed è stato anche la base per molti veicoli militari. Il veicolo era originariamente chiamato NAZ-A ma quando il nome della fabbrica cambiò fu ribattezzato GAZ-A. Il veicolo è stato il primo veicolo prodotto da GAZ.

## Versioni
- GAZ-A: versione berlina normale. Prodotta dal 1932 al 1936.
- GAZ-4: versione pick-up. Prodotta dal 1932 al 1936.
- GAZ-6: versione berlina chiusa.
- GAZ-A-Arekmuz: versione berlina chiusa per uso taxi.
- D8: versione corazzata.
- GAZ-A-Aero: versione aerodinamica da corsa. Realizzato nel 1938.